# Ōuchi-juku

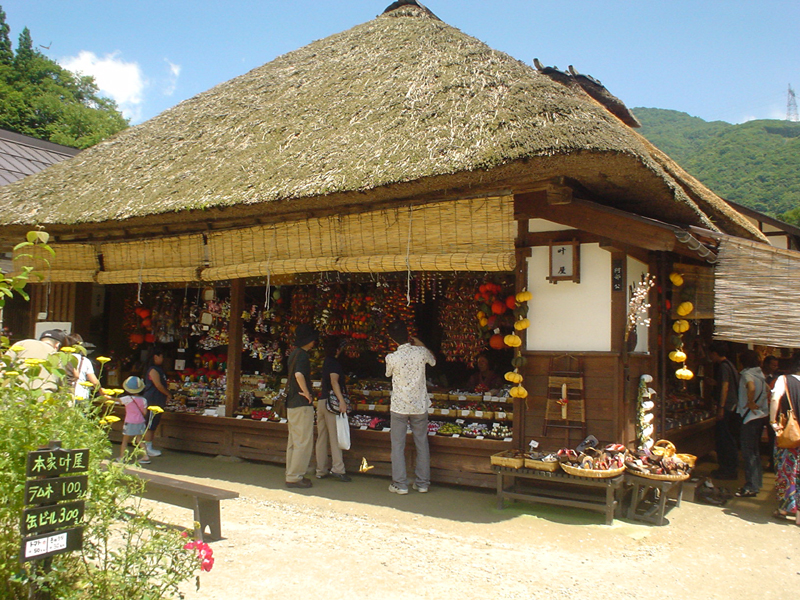
Un edificio di Ōuchi-juku

Ōuchi-juku (大内宿?) era un piccolo villaggio giapponese del periodo Edo, famoso per le numerose tradizionali costruzioni col tetto in paglia di quel periodo. Oggi si trova nel villaggio di Shimogō nel distretto di Minamiaizu, nella prefettura di Fukushima.

## Storia
Ōuchi-juku è stato un importante villaggio di passaggio con costruzioni adibite a negozi, pensioni e ristoranti per i viaggiatori. Molti edifici sono rimasti com'erano prima della restaurazione Meiji, e l'area è un importante centro di preservazione culturale grazie ai suoi edifici antichi e caratteristici. Il villaggio ora è una famosa attrazione turistica.

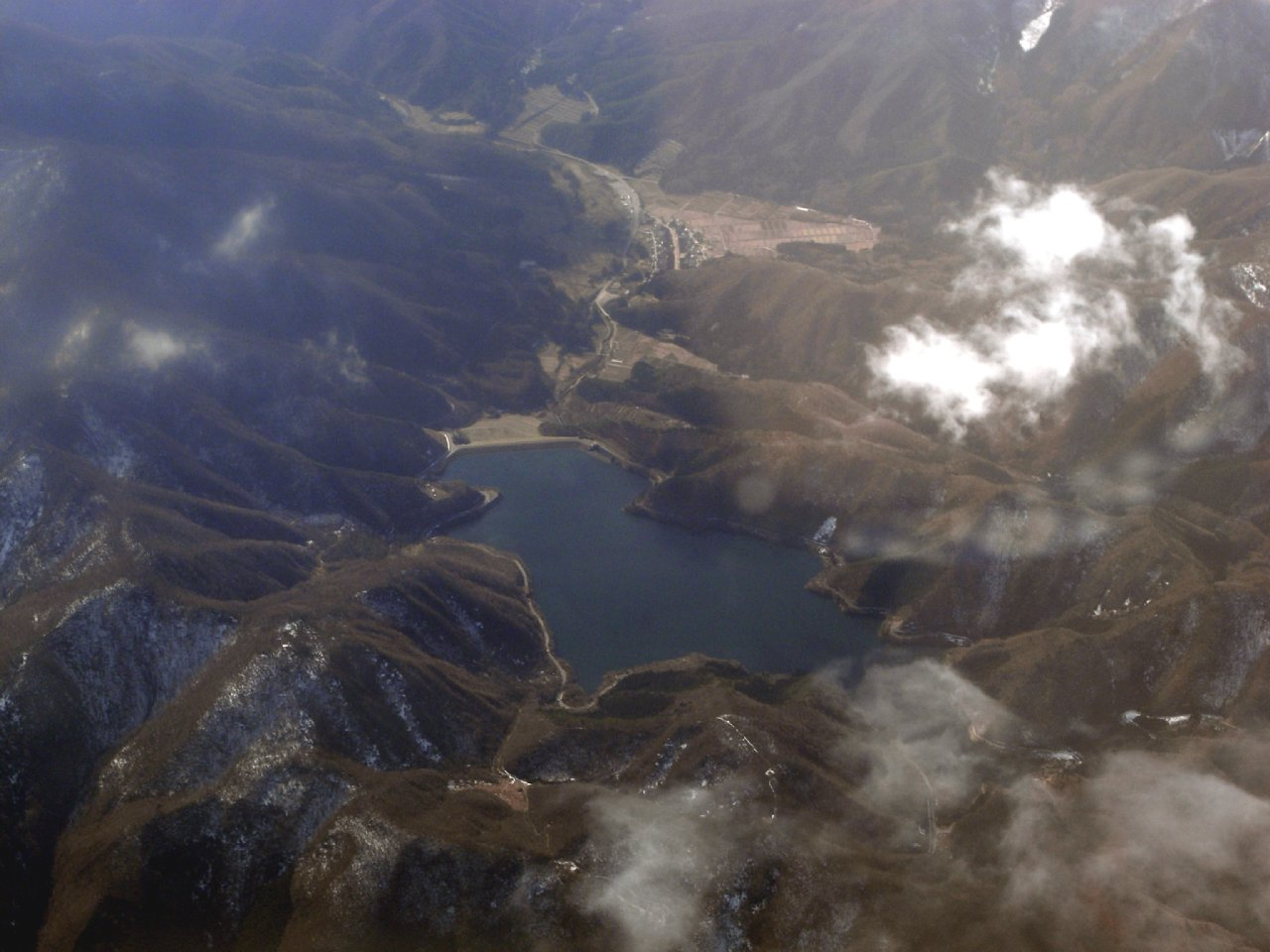
Beautiful bird's eye view of Ouchi-juku.
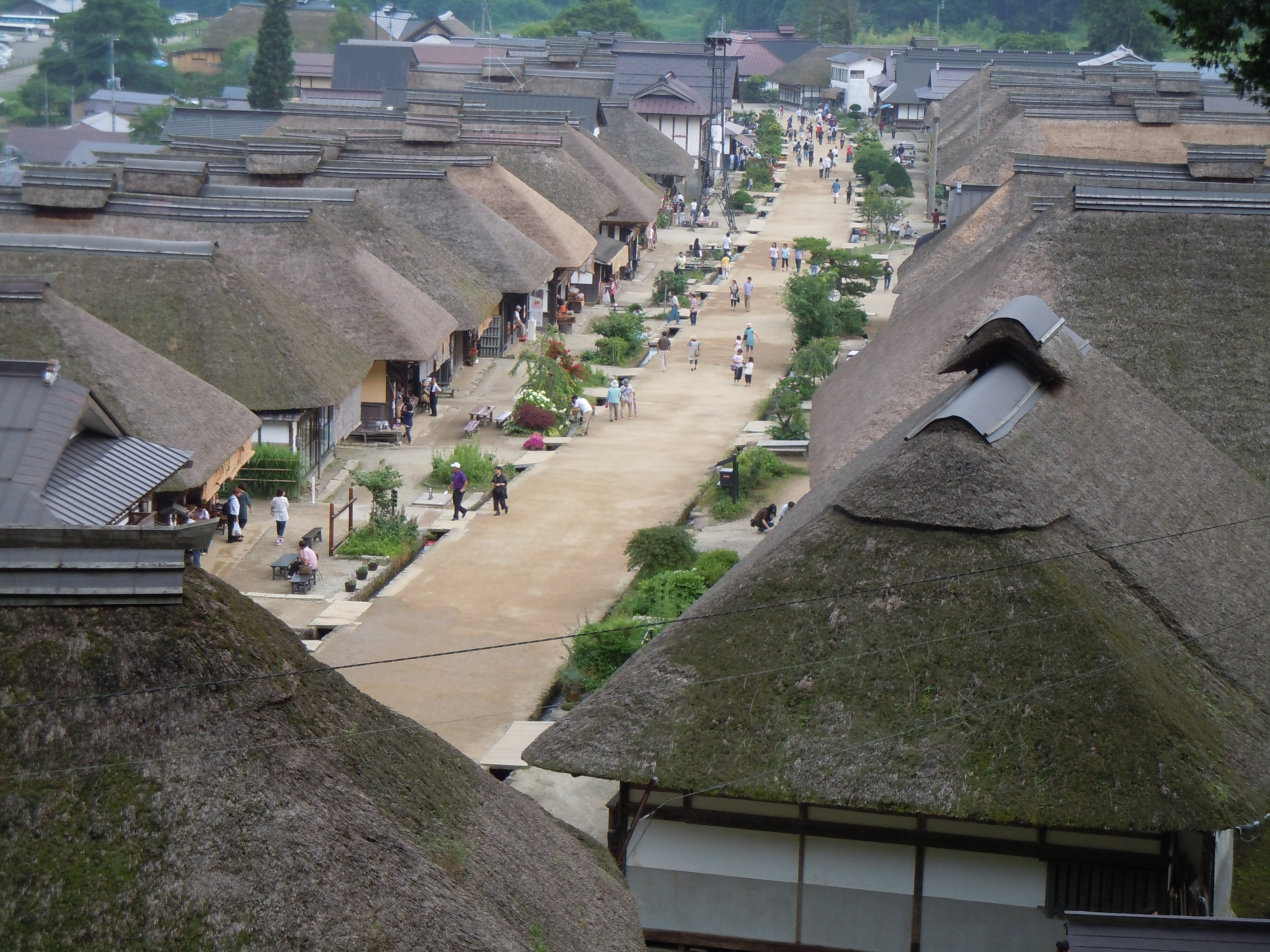
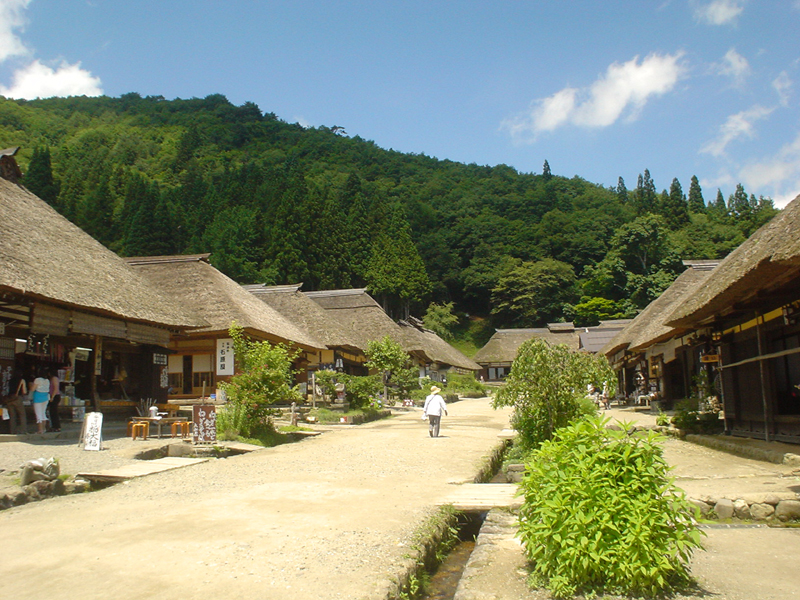
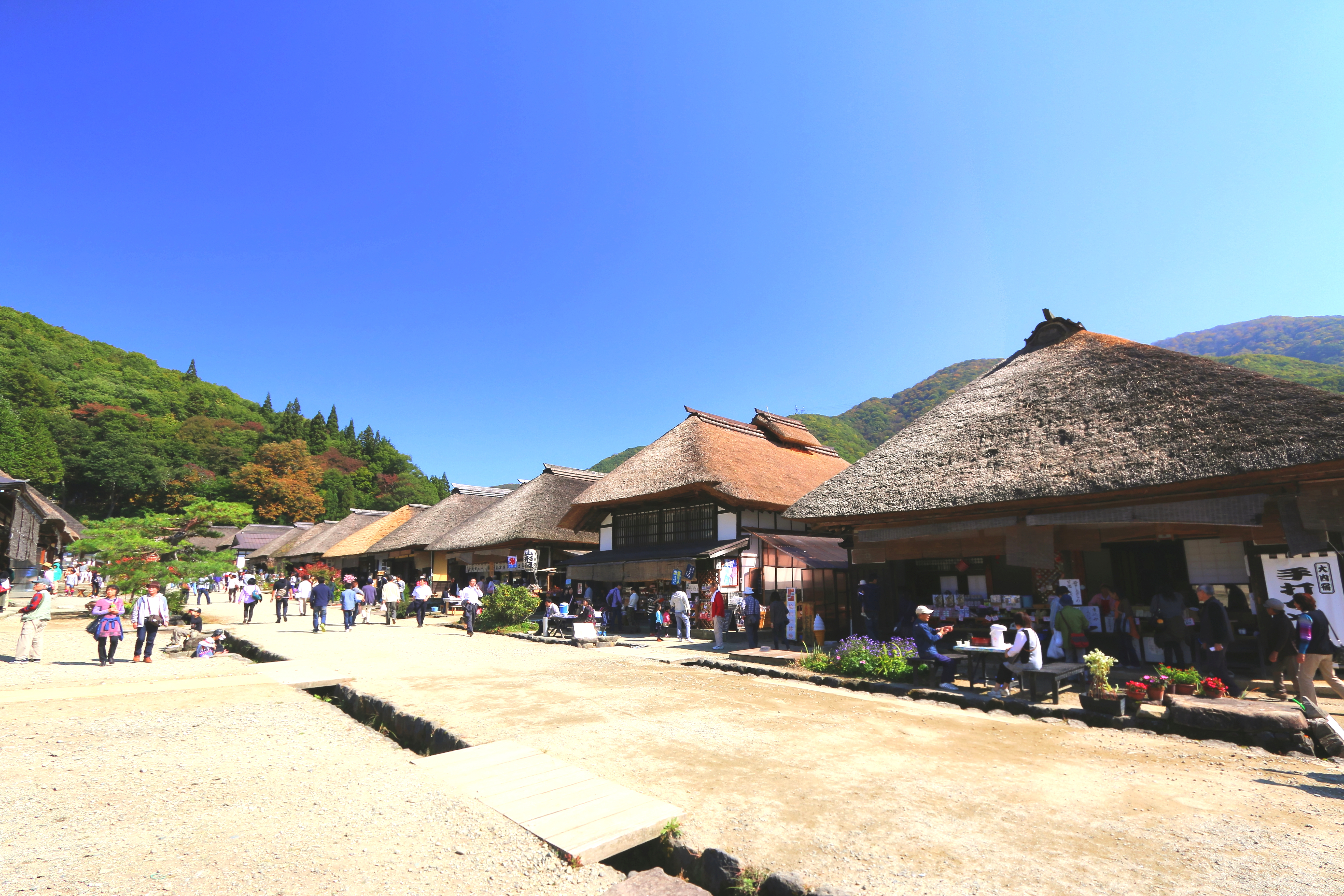
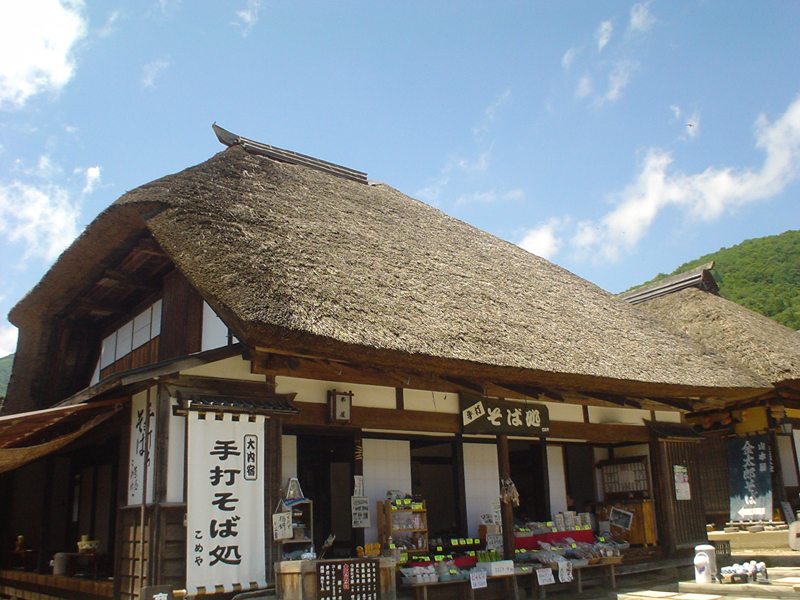
Negozio Soba
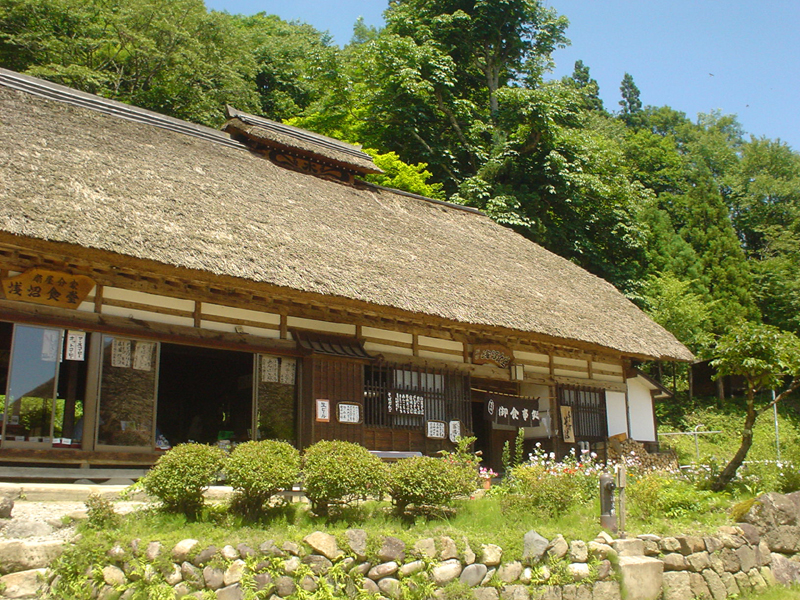
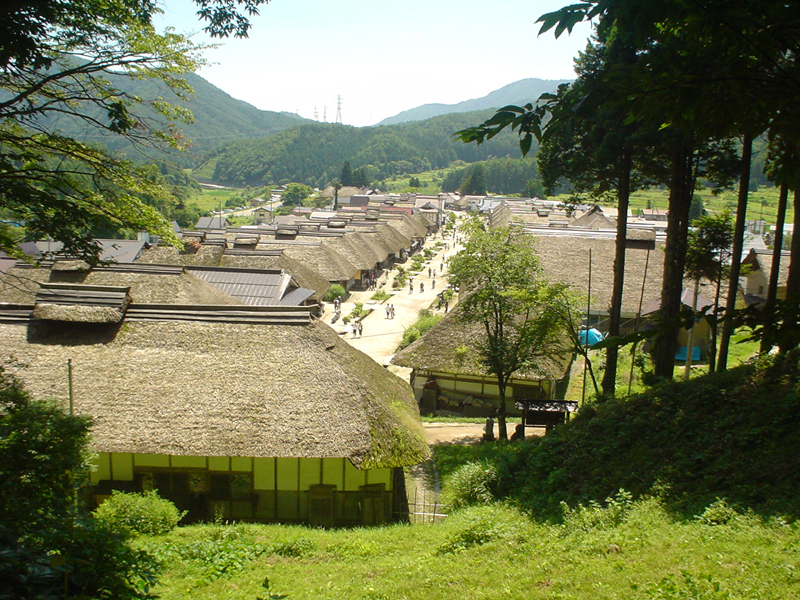
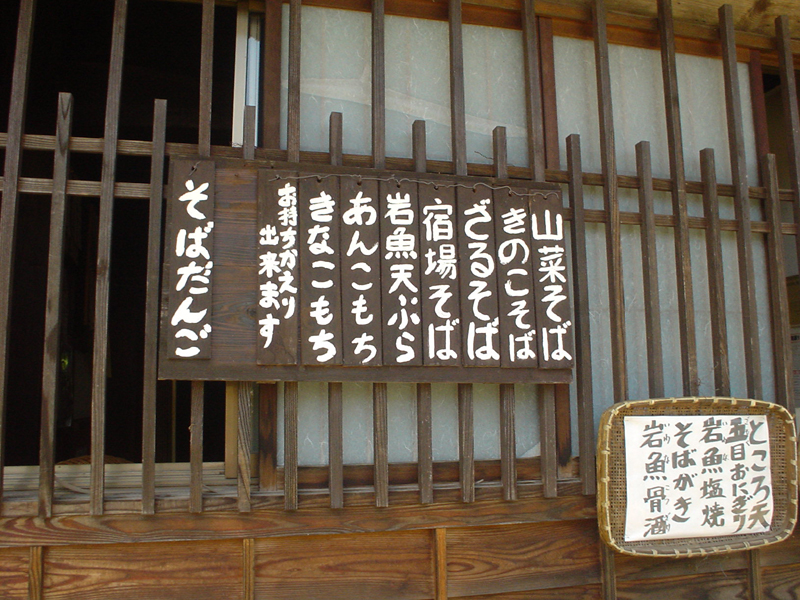
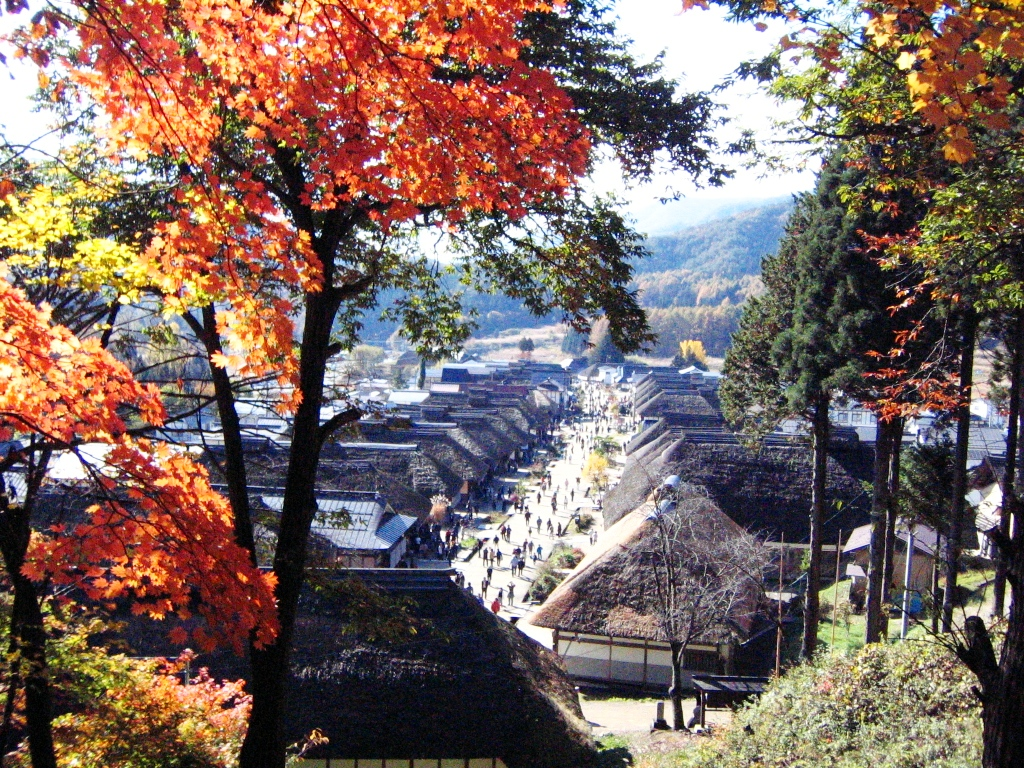
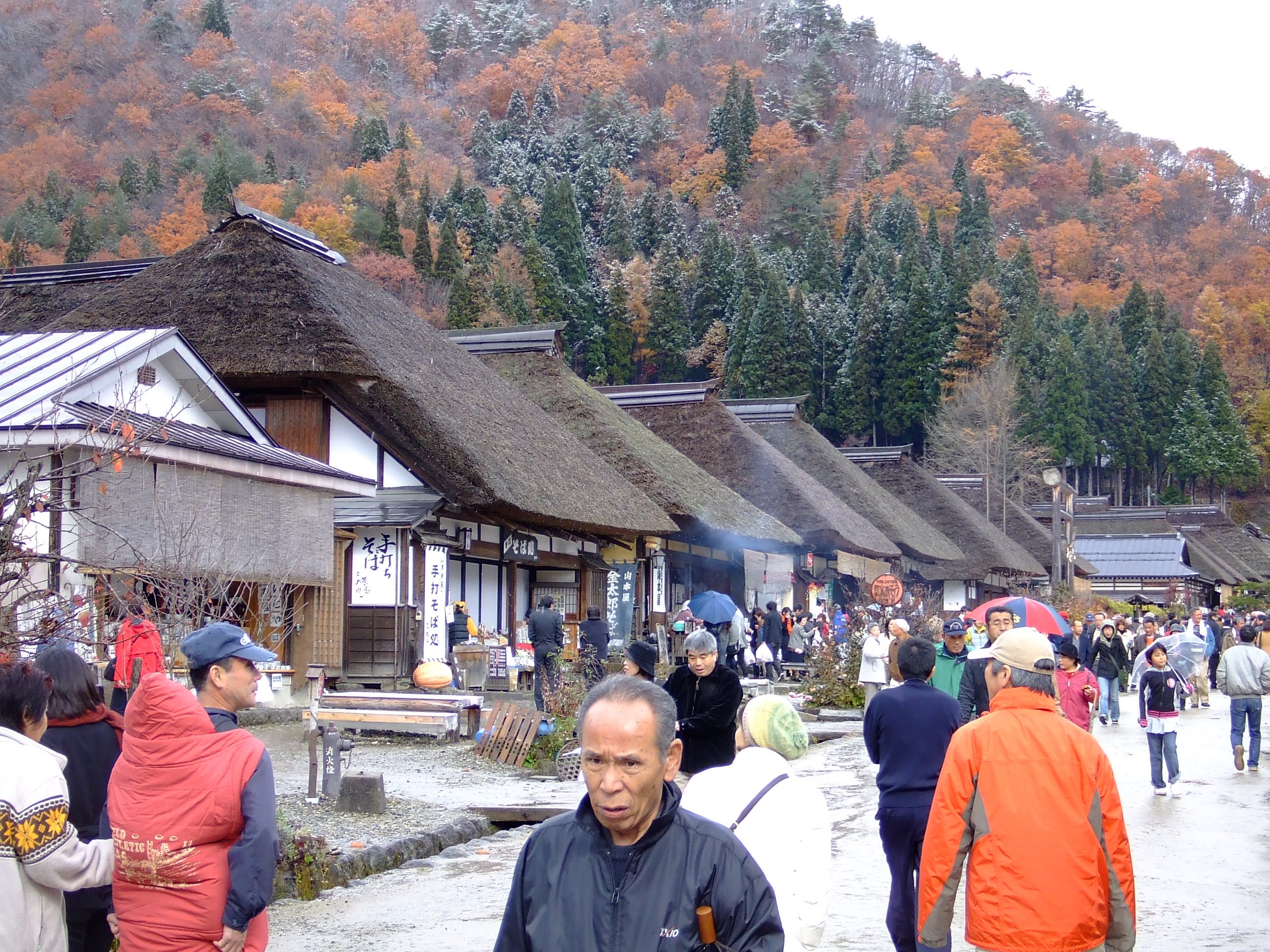